# فاتح ۱۱۰
فاتح ۱۱۰ موشک بالستیک دو مرحله‌ای سوخت جامد زمین به زمین ساخت ایران است که آزمایش موفقیت‌آمیز آن در سال ۱۳۸۱ انجام شد. این موشک تولید سازمان هوا و فضا زیرمجموعه وزارت دفاع و پشتیبانی نیروهای مسلح ایران است.
مدل اصلی این موشک حدود ۳۰۰ کیلومتر برد دارد. وزن هنگام پرتاب آن ۳۴۵۰ کیلوگرم است که ۵۰۰ کیلوگرم ان را کلاهک جنگی تشکیل می‌دهد. این موشک که ۸ متر و ۸۶ سانتیمتر طول دارد به احتمال زیاد بر اساس راکت زلزال-۲ ساخته شده و در واقع نوع هدایت شونده و دارای سیستم کنترلی زلزال-۲ است. فاتح-۱۱۰ برای جایگزینی موشک زلزال ۱ قدیمی به سرانجام رسید. در سال ۲۰۰۰. نسل چهارم این موشک که در سال ۱۳۹۱ معرفی شد دارای برد ۴۰۰کیلومتر است. این موشک در اصل طراحی و توسعه آن در جهاد خودکفایی ارتش بوده و تولید سپاه محسوب نمی‌شود.

## تاریخچه

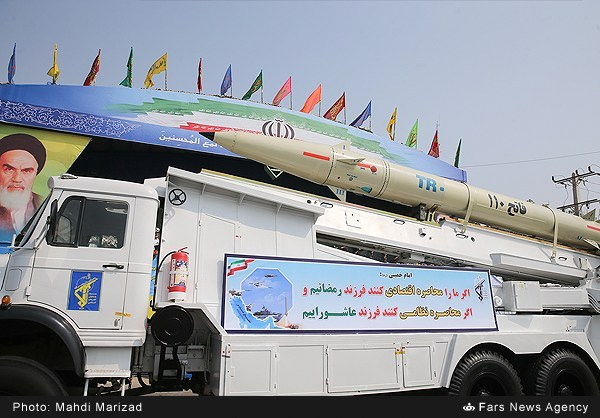

بعد از جنگ ایران و عراق، نیروهای نظامی ایران نیاز به یک موشک دقیق با برد کوتاه را حس کردند. زلزال  و نازعات ساخت ایران به علت نداشتن سامانهٔ هدایتی فاقد دقت لازم بودند. بعد از بررسی‌ها پس پروژه‌ای برای ساخت موشک جایگزین موشک‌های زلزال و نازعات تعریف و به صنایع شهید باقری سپرده شد.
توسعهٔ موشک از سال ۷۳ شروع شد و زلزال ۲ به عنوان پایه انتخاب گردید. اولین بار موشک در سال ۸۱ آزمایش شد و پس از مدتی به تولید انبوه رسید. برد این موشک ۳۰۰ کیلومتر بود.
دو سال بعد در سال ۸۳ نسخهٔ بهینهٔ فاتح ۱۱۰ آزمایش شد. این موشک که بردی معادل ۲۵۰ کیلومتر دارد برای صادرات نیز قرار داده شده است.
به نظر می‌رسد سوری‌ها تا سال ۸۶ نتوانسته باشند خودشان این موشک را تولید کنند. موشک سوری که نام دارد به احتمال زیاد بر پایهٔ مدلی است که در سال ۸۳ رونمایی شد.
در سال ۸۹ نسخهٔ بعدی این موشک آزمایش شد. این نسخه که به نسل سوم فاتح ۱۱۰ معروف است دارای برد ۳۰۰ کیلومتر، دقت بیشتر و توانایی نگهداری در مناطق مختلف ایران بود. سپس تلویزیون ایران صحنهٔ برخورد این موشک به زمین را نمایش داد.
در سال ۹۰ ایران از اولین موشک بالستیک ضد کشتی خود به نام موشک خلیج فارس رونمایی کرد. این موشک نسخه‌ای از فاتح ۱۱۰ است که سیستم هدایت آن تغییراتی کرده که برای مقابله با کشتی‌ها مناسب شود.
در سال ۹۱ ایران با نصب سیستم نقطه زنی بر روی موشک، نسل چهارم موشکهای فاتح ۱۱۰ را رونمائی کرد. همچنین با آزمایش موفق این سیستم، قرار است در سالهای آتی، موشکهای دیگر ایران هم به این فناوری مجهز شوند.

### حمله حزب‌الله به اسرائیل
در تاریخ ۱۶ آبان سال ۱۴۰۳ حزب‌الله، با هدف قرار دادن پایگاهی در نزدیکی فرودگاه بن‌گوریون و انتشار ویدیویی، از موشک «فاتح ۱۱۰» رونمایی کرد.

### کاربردها

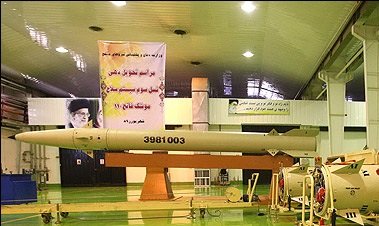

- این موشک در عملیات حدکا (۱۷ شهریور ۱۳۹۷) استفاده شد و دفتر مرکزی حزب دموکرات کردستان عراق را هدف قرار داد. در این حمله، ۱۶ نفر از اعضای حدکا از جمله ۶ نفر از اعضای کمیته مرکزی این گروه کشته شدند.[۱]
- در ۲۲ اسفند ۱۴۰۰، پایگاه منسوب به موساد در شهر اربیل عراق با موشک‌های فاتح ۱۱۰ مورد حمله قرار گرفت.[۱]
- جو بایدن در مصاحبه‌ای مدعی شد که نیروهای روس در صدد تهیه این نوع موشک برای جنگ با اوکراین هستند.[۵] روزنامه واشینگتن پست نیز مدعی شد این موشک‌ها به روسیه ارسال شده است.[۶] این احتمال با تأیید برخی رسانه‌های ایرانی همراه بود.[۷]
- این موشک‌ها در اختیار نیروهای حزب‌الله لبنان قرار گرفته است.[۸]
- این موشک در عملیات تلافی جویانه (۲۶ دی ۱۴۰۲) استفاده شد و یک خانه تاجر کُرد در کردستان عراق که مالک گروه فالکون و مسئولیت صادرات نفت از کردستان عراق به اسرائیل بود مورد اصابت تعدادی موشک قرارگرفت گرفت. سپاه در اطلاعیه‌هایی بیان کرد که مقرهای داعش، موساد و کنسولگری آمریکا در این حمله مورد حمله قرار گرفتند.

## مشخصات فنی

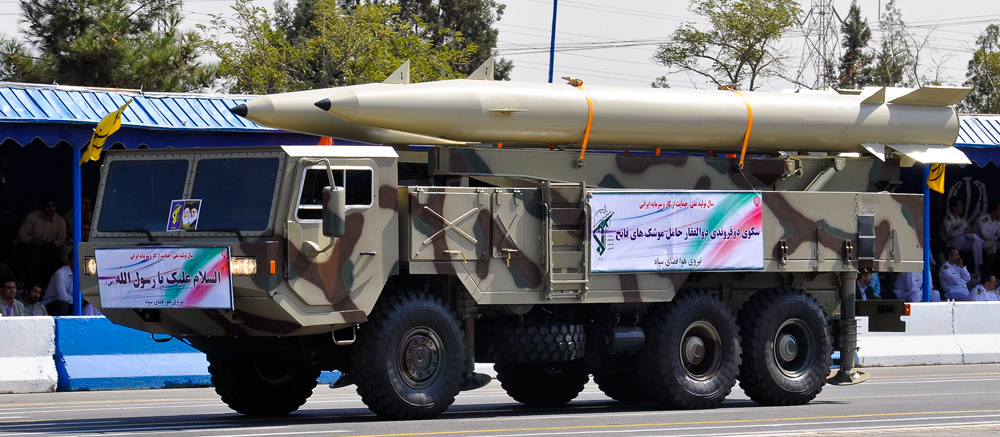

موشک فاتح ۱۱۰ از لحاظ ابعادی، با موشک زلزال ۲ در یک سطح قرار دارد اما علاوه بر ۴ بالک ثابت زلزال، ۴ بالک مثلثی‌شکل ثابت در انتهای موشک و ۴ بالک متحرک در سر آن قرار دارد که مسئولیت تغییر جهت و هدایت موشک را بر عهده دارند. ۴ بالک متحرک در سر آن دارد مسئولیت تغییر جهت و هدایت موشک را بر عهده دارند.
وزن هنگام پرتاب این موشک ۳۴۵۰ کیلوگرم است که ۵۰۰ کیلوگرم ان را کلاهک جنگی تشکیل می‌دهد. این موشک که ۸ متر و ۸۶ سانتیمتر طول دارد. قطر این موشک ۰٫۶۱ متر و سوخت آن جامد یک مرحله‌ای است. سرعت این موشک را ۳ ماخ عنوان کرده‌اند. نوع هدایت این موشک، اینرسی با قابلیت هدایت تا لحظه آخر در بعضی انواع هدایت اپتیکی عنوان شده است.
این موشک قادر است تا اهداف زمینی و دریایی را با خطای کمتر از ۱۰ متر، مورد اصابت قرار دهد. سر جنگی این موشک جداشونده است. وزن و حجم این موشک این قابلیت را فراهم کرده است تا از روی سکوهای متحرک قابل شلیک باشد. برد مؤثر این موشک ۳۰۰ کیلومتر است اما می‌تواند تا ۵۵۰ کیلومتر را هم مورد اصابت قرار دهد.

## خانواده فاتح

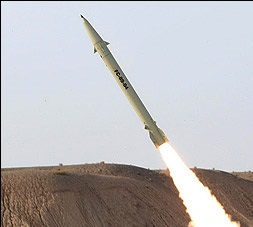

نیروهای نظامی ایران، با هدف افزایش برد و بالابردن دقت موشک‌های خود، چندین بار بر روی موشک فاتح، توسعه انجام دادند و همین امر باعث شد تا خانواده موشک‌های فاتح شکل بگیرند. از این بین می‌توان به این موارد اشاره کرد:
- فاتح ۱۱۰ نسل ۱:با برد ۲۰۰ کیلومتر
- فاتح ۱۱۰ نسل ۲:با برد ۲۵۰ کیلومتر

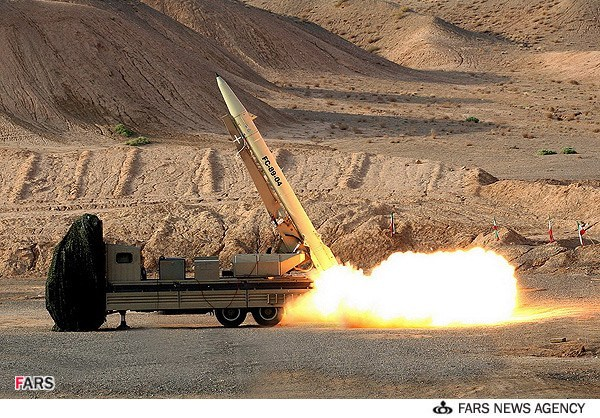

- فاتح ۱۱۰ نسل ۳:دارای برد ۳۰۰ کیلومتر و دقت بالا
- فاتح ۱۱۰ نسل ۴:دارای برد بیش از ۳۰۰ کیلومتر و قابلیت نقطه زنی
- موشک خلیج فارس:نمونهٔ ضد کشتی
- هرمز ۱ وهرمز ۲: نمونه ضد رادار
- موشک ذوالفقار: با برد ۷۵۰ کیلومتر
- موشک دزفول: با برد ۱۰۰۰ کیلومتر
- موشک رعد ۵۰۰: با برد ۵۰۰ کیلومتر

| گونه               | برد         | وزن کلاهک جنگی     | سرعت       | توضیحات |
| ------------------ | ----------- | ------------------ | ---------- | --- |
| فاتح-۱۱۰ نسل اول   | ۲۰۰ کیلومتر | ۶۵۰ کیلوگرم        | ماخ ۳٫۵    | نخستین گونه. |
| فاتح-۱۱۰ نسل دوم   | ۲۵۰ کیلومتر | ۴۵۰ کیلوگرم        | ماخ ۳٫۷    | معرفی‌شده در سال ۲۰۰۴. همچنین با نام‌های فاتح A-110 و فاتح-۱۱۰A شناخته می‌شود.                                                                                            |
| فاتح-۱۱۰ نسل سوم   | ۳۰۰ کیلومتر | ۶۵۰ کیلوگرم        | ماخ ۳      | معرفی‌شده در سال ۲۰۱۰. گزارش‌ها حاکی از افزایش دقت در این نمونه هستند. این نمونه نام خاصی ندارد و با عنوان‌هایی مانند «فاتح-۱۱۰ بلوک ۳» یا «فاتح-۱۱۰ مدل ۳» شناخته می‌شود. |
| فاتح-۱۱۰ نسل چهارم | ۳۰۰ کیلومتر | ۶۵۰ کیلوگرم        | ماخ ۳      | دارای سامانه هدایت جدید با «دقت ۱۰۰٪». در سال ۲۰۱۲ نمایش داده شد. همچنین با نام «فاتح-۱۱۰-D1» شناخته می‌شود.                                                            |
| خلیج فارس          | ۳۰۰ کیلومتر | ۶۵۰ کیلوگرم        | ماخ ۳      | موشک بالیستیک ضد کشتی مبتنی بر فاتح-۱۱۰. در سال ۲۰۱۱ رونمایی شد. |
| هرمز-۱             | ۳۰۰ کیلومتر | ۴۵۰ تا ۶۰۰ کیلوگرم | ماخ ۴ تا ۵ | موشک بالیستیک ضد کشتی / ضد رادار (ARM). |
| هرمز-۲             | ۳۰۰ کیلومتر | ۴۵۰ تا ۶۰۰ کیلوگرم | ماخ ۴ تا ۵ | موشک بالیستیک ضد کشتی / ضد رادار (ARM) معرفی‌شده در مه ۲۰۱۴. |
| M-600 یا تشرین     | ۲۵۰ کیلومتر | ۴۵۰ کیلوگرم        | ماخ ۳٫۷    | گونهٔ سوری تولیدشده توسط مرکز پژوهش‌های علمی سوریه. |
| فاتح-۳۱۳           | ۵۰۰ کیلومتر | –                  | ماخ ۵      | جانشین نسخه‌های فاتح-۱۱۰. |
| ذوالفقار           | ۷۵۰ کیلومتر | ۵۷۹ کیلوگرم        | ماخ ۷٫۵    | جدیدترین گونه با کلاهک جنگی مجهز به مهمات فرعی، رونمایی‌شده در سال ۲۰۱۶.                                                                                                |